# Bauernfeld-Preis
Der Bauernfeld-Preis ist ein österreichischer Literaturpreis, der von 1894 bis 1923 zu Ehren von Eduard von Bauernfeld für bedeutende Bühnenstücke verliehen wurde.

## Preisträger
Der Preis wurde zu verschiedenen Zeiten in unterschiedlichen Formen vergeben. Nicht alle in der folgenden Aufstellung aufgeführten Namen haben ihn gleichwertig empfangen. Es finden sich auch Empfänger von Ehrengaben darunter, die nur eine geringe Geldsumme zugesprochen bekamen.
| Jahr | Name |
| ---- | --- |
| 1895 | Ludwig Fulda |
| 1896 | Leo Ebermann, Georg Hirschfeld, Johanna Ambrosius, Emilie von Mataja                                                                              |
| 1898 | Philipp Langmann |
| 1899 | Ferdinand von Saar, Arthur Schnitzler, Carl Karlweis, Leo Hirschfeld                                                                              |
| 1900 | Emil Horner |
| 1901 | Ferdinand von Saar, Rudolph Lothar, Felix Dörmann, Antonie Baumberg, Rudolf Hawel, Otto Julius Bierbaum, Marie Eugenie Delle Grazie               |
| 1902 | Gustav Frenssen, Margarete Langkammer, Victor Léon, Jakob Julius David, Stephan Milow, Karl Schönherr                                             |
| 1903 | Arthur Schnitzler |
| 1904 | Hermann Bahr, Josef Werkmann, Carl Spitteler, Thomas Mann, Hermann Hesse, Wilhelm Hegeler, Marie Herzfeld                                         |
| 1905 | Jakob Julius David, Alexander von Weilen, Josef Viktor Widmann                                                                                    |
| 1906 | Enrica von Handel-Mazzetti, Friedrich Werner van Oestéren, Traugott Tamm, Hugo Salus, Stefan Zweig, Franz Karl Ginzkey, Karl Rößler, Paul Wilhelm |
| 1907 | Wilhelm Raabe, Kurd Laßwitz |
| 1908 | Karl Schönherr |
| 1909 | Rainer Maria Rilke, Hans Bartsch, Emil Ertl, Karl Hans Strobl, Karl Adolph                                                                        |
| 1910 | Hermann Stehr, Vinzenz Chiavacci, Eduard Pötzl, Fritz Stüber-Gunther                                                                              |
| 1911 | Ottomar Enking, Erwin Guido Kolbenheyer, Hans Müller, Adam Müller-Guttenbrunn                                                                     |
| 1912 | Paul Apel, Felix Salten, Jakob Wassermann, Friedrich Adler, Siegfried Trebitsch                                                                   |
| 1913 | (wegen Tod Jakob Minors nicht vergeben) |
| 1914 | Ricarda Huch, Arno Holz, Paul Ernst, Alfons Petzold, Max Mell                                                                                     |
| 1916 | Anton Wildgans, Otto Stoessl, Wladimir von Hartlieb, Otto Hauser, Ernst Décsey, Franz Theodor Csokor                                              |
| 1917 | Erika Rheinisch-Spann, Hans Fraungruber, Anton Matosch, Arthur von Wallpach, Heinrich von Schullern, Rudolf Alexander Schröder                    |
| 1918 | Emil Lucka, Thaddäus Rittner, Franz Werfel, Felix Braun, Rolf Lauckner                                                                            |
| 1919 | Otto Stoessl, Rudolf Holzer, Paul Wertheimer, Richard von Schaukal, Julius Bittner                                                                |
| 1920 | Ernst Lothar, Leopold Hörmann, Victor Fleischer, Walther Eidlitz                                                                                  |
| 1921 | Julius Gans-Ludassy, Robert Hohlbaum, Franz Nabl                                                                                                  |
| 1922 | Franz Karl Ginzkey |

## Rezeption
Der Satiriker und Kulturkritiker Karl Kraus frotzelte in seiner Glosse Ich habe gelesen: „[…] Seit vielen Jahren gehört nebst dem Narrenabend des Männergesangvereins, dem Gschnasfest der Künstlergenossenschaft und dem Narrenabend des Schubertbunds die Verteilung des Bauernfeldpreises zu den Faschingsunterhaltungen, in denen der Humor der Wiener Bevölkerung sich an tollen Kapriolen und ausgelassenen Einfällen nicht genug tun kann. Namentlich die Verteilung des Bauernfeldpreises, bei der sich die Jugend das Tanzrecht erobert und das fröhliche Maskentreiben seinen Höhepunkt erreicht, übt als die traditionelle Gelegenheit zur Entfaltung des Frohsinns und der heiteren Laune eine durch die Jahre unverminderte Anziehungskraft aus. Veranstaltet wird der Ulk von den Herren Minor, Professor der Literaturgeschichte, Ritter von Stadler, Sektionschef im Unterrichtsministerium, Intendant Gregori, Redakteur Kalbeck und Advokat Weissel. Die Preise werden so verteilt, dass immer von jenen, die es nicht nötig haben, und von jenen, die nichts dafür können, die allerbesten ausgesucht und zum allgemeinen Gaudium, sei es als die bedürftigsten oder als die bedeutendsten Dichter des Jahres vorgeführt werden. Armut und Talent werden in einem Sinne geehrt, der den Karnevalsverpflichtungen durchaus gerecht wird, indem die Preisrichter der Vereinfachung halber jene aus der Masse der Teilnehmer herausnehmen, die durch Talentarmut prädestiniert sind. […]“

## Belege
1. ↑  Felix Czeike: Historisches Lexikon Wien, Bd. 1, S. 279.
2. ↑  Manfred Knöfler: Die Schmach dieser bauernfeldpreisgekrönten Zeit. In: Klaus Amann, Hubert Lengauer, Karl Wagner (Hrsg.): Literarisches Leben in Österreich 1848-1890. Böhlau-Verlag, Köln/Weimar/Wien 2000, S. 310–315.
3. ↑  ANNO, Die Presse, 1895-11-20, S. 11. Abgerufen am 20. Januar 2022.
4. ↑  Felix Czeike: Ebermann, Leo. In: Ders.: Historisches Lexikon Wien. Bd. 2. Verlag Kremayr & Scheriau, Wien 1992, S. 117.
5. ↑  „Ehrengaben im Betrage von 1000 Kronen [...]. Sie erhalten den Preis nicht für bestimmte Werke, sondern für Ihre Gesamtleistung.“ Vgl. Der Bauernfeld-Preis. In: Schlesisches Tagblatt (Teschen), 16. Jahrgang, Nr. 41, 20. Februar 1911, S. 3.
6. ↑  Karl Kraus: Ausgewählte Werke. 1902-1914. Grimassen.
Langen Müller, München 1971, S. 415 f.